# Vulcain et Éole
Vulcain et Éole – en italien Vulcano ed Eolo istruiscono l'uomo primitivo – est un tableau réalisé vers 1490 par le peintre italien Piero di Cosimo. Cette peinture à l'huile et a tempera sur toile est une peinture mythologique qui fonctionne aussi comme une allégorie de la civilisation, d'où son titre alternatif, qui est justement Une allégorie de la civilisation.
La composition figure Vulcain et Éole occupés à une forge alors qu'autour d'eux une humanité primitive travaille également, les regarde faire ou se repose en dormant. La scène se déroule en plein air au milieu d'animaux, parmi lesquels des chevaux, des oiseaux, un chameau et une girafe, celle-ci sans doute inspirée par la girafe Médicis.
Achetée en 1937, l'œuvre est conservée au musée des beaux-arts du Canada, à Ottawa, dans l'Ontario, au Canada. Tout comme elle une commande de Francesco del Pugliese, elle a pour pendant La Chute de Vulcain, quant à elle au Wadsworth Atheneum, à Hartford, dans le Connecticut, aux États-Unis.  

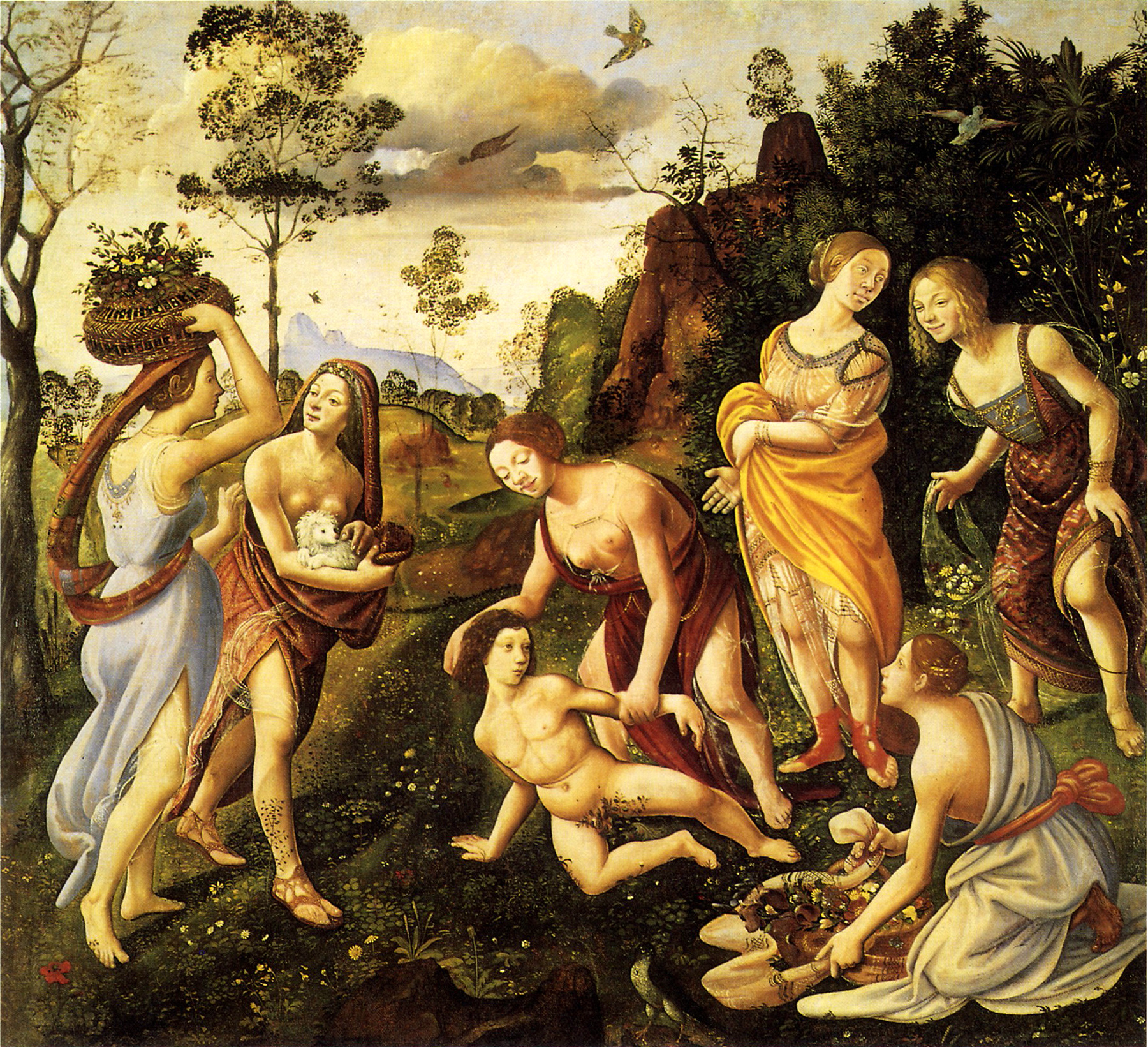
La Chute de Vulcain, vers 1490 – Wadsworth Atheneum, Hartford.